# Pigment Red 177

C.I. Pigment Red 177
(4,4'-diamino-1,1'-diantrakinonyl)

C.I. Pigment Red 177 (PR 177) är ett rött pigment med viss blåton, som bland annat används i konstnärsfärger. Det är ett antrakinonderivat och marknadsförs ofta som "antrakinonrött" (engelska: anthraquinone red). Ämnet, 4,4'-diamino-1,1'-diantrakinonyl, beskrevs första gången 1909.
Det är ett av de pigment som används som ersättare för det kemiskt närbesläktade, men mindre ljusäkta alizarinet (PR83), även om ljusäktheten hos PR177 ligger strax under de allra mest beständiga pigmenten.